# Zodiolestes
Zodiolestes — вимерлий рід мустел, що існував у міоценовий період.
Рід був вперше описаний у 1942 році Е. С. Ріггсом. У 1998 році рід був віднесений до підродини Oligobuninae родини Mustelidae. У роду виявлено два види: Z. daimonelixensis і Z. freundi.
Z. daimonelixensis продемонстрував пристосування до риття, і одну скам'янілість було знайдено згорнутою калачиком у «штопорній» норі міоценового бобра Palaeocastor. Zodiolestes швидше за все, був хижаком цих викопних бобрів. Ситуація була подібна до сучасної лугової собаки (рід Cynomys) та її хижака чорноногого тхора (Mustela nigripes).